# Apodacra melanothorax
Apodacra melanothorax är en tvåvingeart som beskrevs av Boris Borisovitsch Rohdendorf 1930. Apodacra melanothorax ingår i släktet Apodacra och familjen köttflugor. Inga underarter finns listade i Catalogue of Life.